# Paul Robin
Paul Robin (Toulon, 3 de abril de 1837-París, 31 de agosto de 1912) fue un pedagogo anarquista francés y difusor de las ideas neomalthusianas. Fue defensor de la enseñanza integral.

## Primeros años
Paul Robin nació en el seno de una familia católica de clase media y recibió una rígida educación. Realizó el bachillerato en Burdeos. Empezó a estudiar la carrera de Medicina, aunque la abandonó pronto para inscribirse en la Escuela normal. Fue profesor de Matemáticas y ciencias en el liceo de Brest, aunque en poco tiempo fue obligado a dimitir por sus posturas darwinistas, socialistas y ateas. Tras esto, se estableció en Bruselas.

### Asociación Internacional de Trabajadores
Ejerció como profesor en la década de 1860, participando activamente en la Asociación Internacional de Trabajadores (AIT), en los congresos de Bruselas, Ginebra, París y Londres, apoyando a Mijaíl Bakunin frente a Karl Marx, por lo que será expulsado de la Internacional. Colabora en el semanario suizo L'Egalité (1868-1872) de la AIT hasta que en enero de 1870 son expulsados de ella los partidarios de Bakunin, de quien Robin era amigo.

### 1880 - Orphelinat de Cempuis - Pedagogía anarquista integral
Entre los años 1880 y 1894 trabaja en el Orphelinat de Cempuis, poniendo en práctica algunas de sus teorías educativas. Estas se basaban, entre otros aspectos, en el antiautoritarismo, el internacionalismo pacifista y la emancipación de la mujer. Sus principios pedagógicos influyeron en Francisco Ferrer Guardia, el creador de la Escuela Moderna.

### 1889 - Procreación consciente - Neomalthusianismo
Partidario de la liberación de la mujer y la maternidad libre, en 1889 crea en París el que puede ser uno de los primeros centros de planificación familiar donde se informaba y se expedían productos anticonceptivos.

### 1896 - Fundación de la Liga de la Regeneración Humana
Robin fundó en 1896 la Liga de la Regeneración Humana, de orientación neomalthusiana. Su presidente de honor fue Charles Drysdale, hermano de George Drysdale, autor de ''Elementos de Ciencia Social, de 1854, libro de referencia de los neomalthusianos hispano-franceses, a la que se incorporan a partir de 1902 Sébastien Faure, Eugen Humbert, Jeanne Dubois, Luis Bulffi de Quintana y otros, publicando artículos y ensayos. En 1908 se produjo la ruptura entre Paul Robin y Eugen Humbert, provocando una aguda crisis en la organización.
Paul Robin se suicidó el 31 de agosto de 1912.

## Obras
- Manifiesto a los partidarios deral[4]
- La mujer pública[5]